# Christina di Markyate
Christina di Markyate (1097 circa – 1161) è stata una badessa e mistica inglese.
Era una monaca benedettina che fondò una congregazione religiosa femminile. Fu priora della comunità di Markyate (nell'Hertfordshire) sotto il patronato dei canonici della Cattedrale di San Paolo (Londra). Il nome di Christina di Markyate è iscritta nel salterio di St. Albans.
La sua vita religiosa iniziò quando scappò dal marito per andare a vivere come eremita. Visse nella sua piccola cella nascosta per quattro anni, digiunando, meditando e avendo anche delle visioni mistiche di Gesù, della Vergine e della Maddalena. Dopo quattro anni il marito le concesse la libertà e Christina poté diventare una monaca vera e propria. Nel Medioevo un autore ignoto ha scritto, sotto dettatura della stessa Christina, la sua biografia.